# 3D-Coat
3D-Coat (3Д-Коут) — коммерческая компьютерная программа для моделирования различных органических объектов и грубых низкополигональных 3D-моделей; предоставляет широкий набор инструментов, которые позволяют пользователям создавать скульптуры, добавляя топологию (автоматически или вручную), создавать UV-карты (автоматически или вручную), интерактивно текстурировать поверхность модели, производить визуализацию статичных сцен и круговую анимацию модели.
Программа может также использоваться в качестве среды для модификации импортированных 3D-моделей, полученных с помощью коммерческого программного обеспечения. Импортированные модели могут быть преобразованы в воксельные скульптуры — для дальнейшего уточнения и добавления новых деталей; также для них можно создать UV-развёртку, маппинг, карты замещения, карты бликов и карту диффузного цвета. После того как все изменения были завершены, посредством специального соединения они могут быть перенесены в исходное программное обеспечение с сохранёнными развертками, текстурами и полной информацией об изменённом объекте.
3D-Coat специализируется на моделировании воксельных и полигональных скульптур — с использованием инновационных технологий (Dynamic Tessellation) и полного набора необходимых инструментов (в разработке).
В последней версии пользователи смогут значительно увеличить производительность и скорость работы с помощью технологии 3D-Coat «Скиннинг» с использованием алгоритма — Autopo. При минимальном участии пользователя эта интеллектуальная технология точно создает функциональную полигональную оболочку (кожу) поверх любой воксельной скульптуры (состоящей в основном из четырёхугольников), которые являются стандартом принятым и широко используемым в большинстве 3D-студий. Как правило, такого рода полигональная топология должна моделироваться вручную.
Начиная с версии 4.5 BETA, 3D-Coat стал поддерживать рисование PBR материалами. PBR (Physically-Based Rendering, физически корректная визуализация).